# Massimo Bontempelli
Massimo Bontempelli (n. 12 mai 1878, Como, Lombardia, Regatul Italiei – d. 21 iulie 1960, Roma, Italia) a fost un scriitor italian, teoretician și reprezentant al realismului magic, opus celui verist.

## Opera

### Romane, povestiri
- 1920: Viață intensă. Romanul romanelor ("La vita intensa. Romanzo dei romanzi");
- 1922: Călătorii și descoperiri. ultimele aventuri ("Viaggi e scoperte. Ultime avventure");
- 1922: Jocul de șah în fața oglinzii ("La scacchiera davanti allo specchio");
- 1923: Ultima Evă ("Eva ultima");
- 1929: Fiul a două mame ("Il figlio di due madri");
- 1932: Familia făurarului ("La famiglia del fabbro");
- 1932: «522», Relatarea unei zile ("«522» Racconto di una giornata");
- 1934: Galeria sclavilor ("Galleria degli schiavi");
- 1937: Oameni în timp ("Gente nel tempo");
- 1941: Rotația soarelui ("Giro del sole");
- 1945: Nopțile ("Le notti");
- 1945: Apa ("L'acqua");
- 1946: Octogenara ("L'ottuagenaria");
- 1953: Amanta fidelă ("L'amante fedele").

### Teatru
- 1925: Zeița noastră ("Nostra dea");
- 1936: Foamea în teatru ("La fame in Teatro")
- 1949: Nevinovăția Camillei ("Innocenza di Camilla")

### Poezie
- 1904: Egloge ("Egloghe")
- 1910: Ode ("Odi")

### Eseistică
- 1931: Starea de grație ("Stato d grazia");
- 1938: Pirandello, Leopardi, D'Annunzio ("Pirandello, Leopardi, D'Annunzio");
- 1938: Aventura secolului XX ("L'avventura novocentista");
- 1942: Șapte discursuri ("Sette discorsi").